# 田中与兵衛
田中 与兵衛（たなか よひょうえ、生年不詳 - 1540年（天文9年））は、堺の町衆で田中千阿弥の子。父の一字を取って千与兵衛とも名乗る。『千家系譜』､『千利休由緒書』によると、遠祖は里見義俊の子の田中義清の子孫と自称したが、明確な確証はない。

## 経歴
堺の有力者で魚問屋を営み、会合衆の中でも有力な者たちが集まる納屋十人衆の一人。一代で財を築き、商才に長けていたとされる。子に千利休がいる。法名は一忠了専。